# Чограйський
Чограйський (рос. Чограйский) — селище у Арзгірському районі Ставропольського краю Російської Федерації.
Муніципальне утворення — Арзгірський муніципальний округ. Населення становить 1570 осіб.

## Історія
Згідно із законом від 4 жовтня 2004 року № 88-КЗ у 2004—2020 роках муніципальним утворенням була Чограйська сільрада.

## Населення
| 1989 | 2002  | 2010  | 2012  | 2014  |
| ---- | ----- | ----- | ----- | ----- |
| 1550 | ↗1749 | ↘1449 | ↗1450 | ↗1570 |